# 알렉산더르 뷔트너르
알렉산더르 뷔트너르(네덜란드어: Alexander Büttner, 1989년 2월 11일 ~ )는 네덜란드의 축구 선수로, 현재 RKC 발베이크에서 뛰고 있다. 위건 애슬레틱 FC전에서 첫 선발 데뷔전을 치렀으며 이 경기에서 1골 1도움을 기록하여 맨 오브 매치에 선정되기도 했다.